# Wyżyna Gujańska
Wyżyna Gujańska – wyżyna w północnej części Ameryki Południowej, między Niziną Orinoko a Niziną Amazonki. 

## Opis
Wyżyna Gujańska leży w północnej części Ameryki Południowej, między Niziną Orinoko a Niziną Amazonki i zajmuje powierzchnię ok. 1,2 mln km². Znajduje się na terytorium południowej Wenezueli, Gujany, Gujany Francuskiej i Surinamu, północnej Brazylii i południowo-wschodniej Kolumbii.
Zbudowana jest ze skał krystalicznych z licznymi intruzjami skał wylewnych. Miejscami pokrywają je mezozoiczne, kontynentalne piaskowce. Wyżyna Gujańska stanowi wypiętrzony, niemal równy teren z licznymi stoliwami: Roraima (2772 m)  w górach Serra Pacaraima i Auyán Tepuí (2950 m) oraz pasmami górskimi: Serra do Imeri (2995 m), Serra Parima i Serra Tumucumaque.
Klimat wilgotny podrównikowy, w zachodniej części suchy. Przez Wyżynę Gujańską przepływają liczne rzeki, m.in. Maroni, Corantijn, Essequibo i Caroní. Na rzekach występuje wiele progów z licznymi wodospadami, m.in. najwyższym na świecie, Salto Angel (1054 m). 
Góry porastają wilgotne lasy równikowe, a część zachodnią sawanna. W dolinach rzek występują lasy galeriowe. W lasach pozyskiwane są cenne gatunki drzew takich jak Manilkara bidentata, guma z drzew Manilkara chicle, wanilia i rośliny lecznicze. 
Na wyżynie występują złoża surowców mineralnych: rudy żelaza i manganu, diamentów, złota i boksytu.
Znajdują się tu Park Narodowy Canaima, Park Narodowy Caura, Park Narodowy Duida Marahuaca, Park Narodowy Jaua - Sarisariñama, Park Narodowy Serranía La Neblina, Park Narodowy Parima-Tapirapecó i Park Narodowy Cerro Yapacana.